# گورستان مهارلو
قبرستان مهارلو مربوط به دوره قاجار است و در شهرستان سروستان، دهستان مهارلو، جنوب شرق روستای مهارلو، در میان باغات بادام واقع شده و این اثر در تاریخ ۲۸ شهریور ۱۳۸۶ با شمارهٔ ثبت ۱۹۷۲۳ به‌عنوان یکی از آثار ملی ایران به ثبت رسیده است.